# Sidi Saada
Sidi Saada è un comune dell'Algeria, situato nella provincia di Relizane.